# Palatul Beldi din Cluj-Napoca

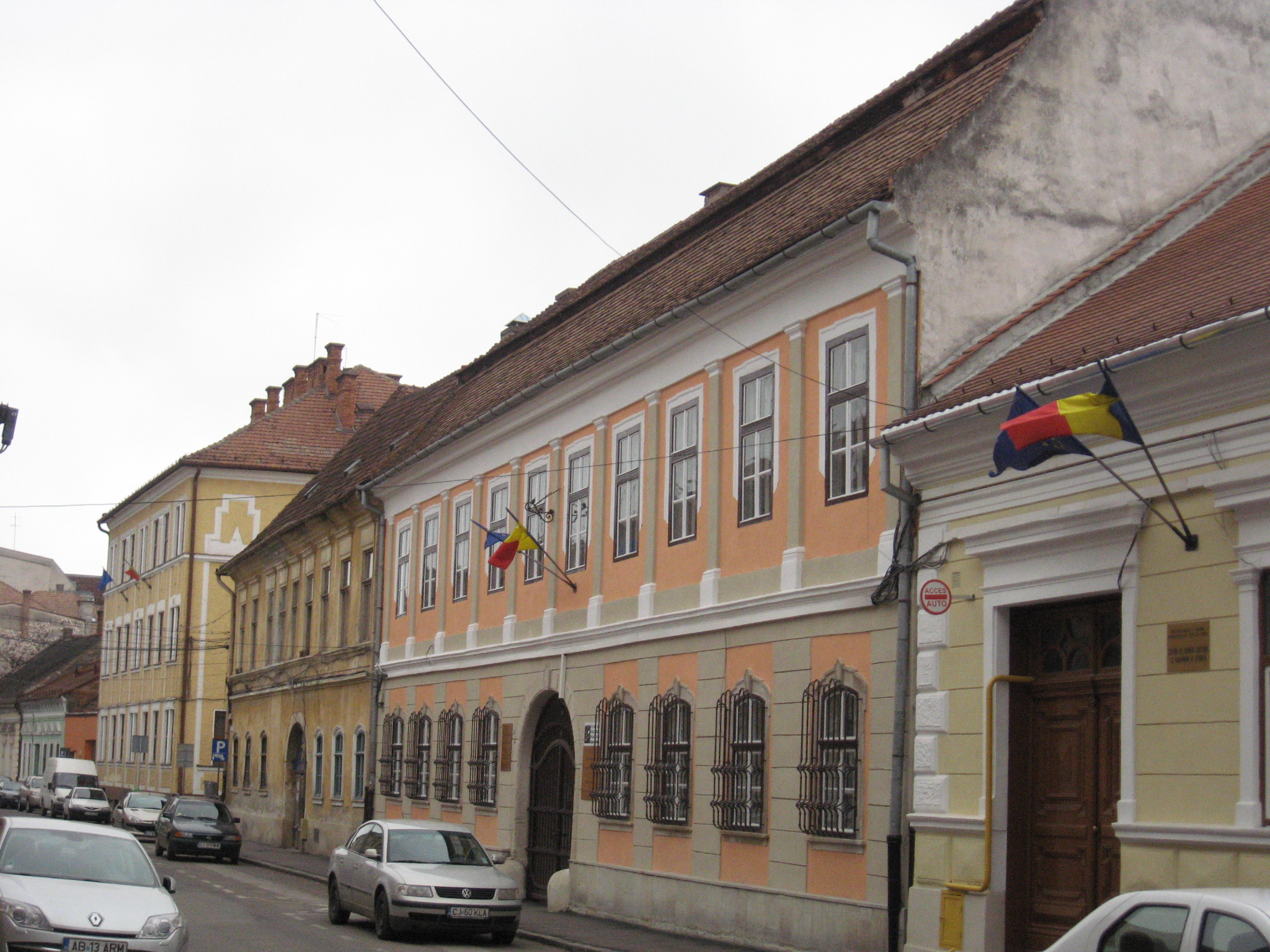
Palatul Béldi

Palatul Beldi din Cluj-Napoca este situat pe strada Brătianu nr. 22 și adăpostește Centrul Cultural Francez.